# Urtijëi
Urtijëi (Duits: Sankt Ulrich, Italiaans: Ortisei) is een gemeente in de Italiaanse autonome provincie Zuid-Tirol, gelegen in Gherdëina (Grödnertal, Val Gardena). De gemeente heeft een oppervlakte van 24,3 km² en ongeveer 4700 inwoners.
Urtijëi is met Sëlva en Santa Cristina het centrum van de Tiroler beeldhouw- of houtsnijkunst. Om deze traditie te bewaren en verder te bevorderen is er in de hoofdplaats een speciale kunstacademie.

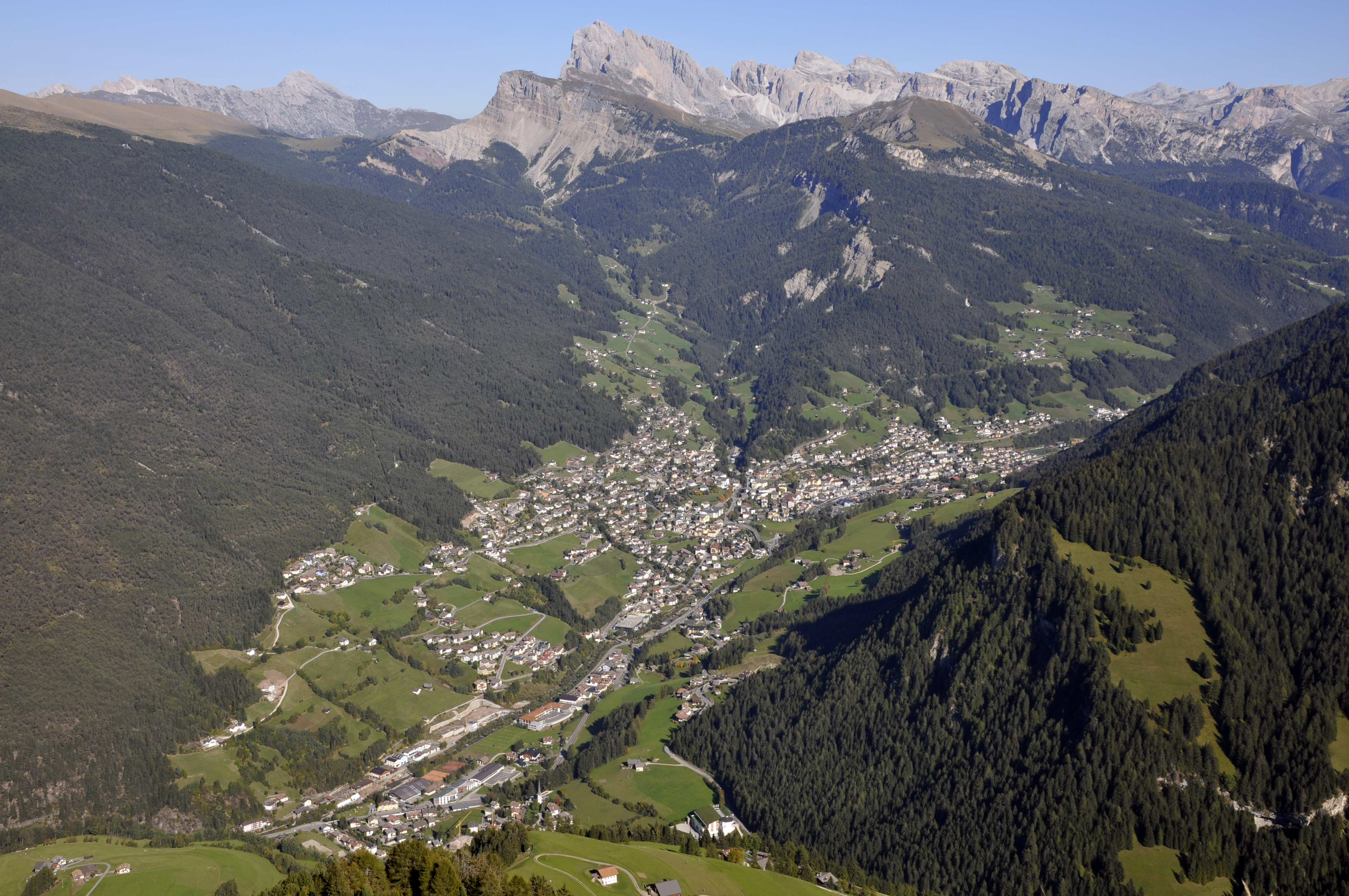

## Geografie
De gemeente ligt op ongeveer 1230 m boven zeeniveau.
Urtijëi grenst aan de volgende gemeenten: Kastelruth, Lajen, Santa Cristina en Villnöß.
Urtijëi ligt in het Ladinische taalgebied; van de bevolking spreekt 82% Ladinisch, 12% Duits en 6% Italiaans.

## Kernen
- Urtijëi (Sankt Ulrich in Gröden, Ortisei)
- Sacun (Sankt Jakob, San Giacomo)

## Geboren in Urtijëi
- Johann Dominik Mahlknecht, beeldhouwer
- Giorgio Moroder (1940), componist en autobouwer
- Ernesto Prinoth (1923-1981), Formule 1-coureur